# Epigeotrupes crenulipennis
Epigeotrupes crenulipennis är en skalbaggsart som beskrevs av Leon Fairmaire 1891. Epigeotrupes crenulipennis ingår i släktet Epigeotrupes och familjen tordyvlar. Inga underarter finns listade i Catalogue of Life.